# 15465 Buchroeder
15465 Buchroeder este un asteroid din centura principală de asteroizi.

## Descriere
15465 Buchroeder este un asteroid din centura principală de asteroizi. A fost descoperit pe 15 ianuarie 1999 la Kitt Peak National Observatory în cadrul proiectului Spacewatch. Asteroidul prezintă o orbită caracterizată de o semiaxă mare de 3,07 ua, o excentricitate de 0,09 și o înclinație de 1,5° în raport cu ecliptica.